# Conchita Espinosa
Conchita Espinosa (Ngày 23 tháng 2 năm 1914 - ngày 19 tháng 9 năm 2006)
là một nghệ sĩ dương cầm nổi tiếng thế giới, người đã kết hợp học giả với nghệ thuật để tạo nên một phong cách giáo dục tồn tại đến ngày hôm nay ở Học viện Conchita Espinosa ở Miami, Florida.

## Cuộc sống và giáo dục
Khi Conchita mới ba tuổi, bà đã chơi những giai điệu phổ biến của đất nước Cuba trên cây đàn piano bằng tai lần đầu tiên trong một tiệm kem. Bà bắt đầu với những bài học piano chính thức khi lên năm tuổi. Ở tuổi 14, Espinosa đã tốt nghiệp Conservatorio Internacional de Música ở Havana với tư cách như một giáo sư về piano và lý thuyết âm nhạc. Bà tiếp tục con đường giáo dục âm nhạc của mình với các giáo sư và nghệ sĩ nổi tiếng Joaquín Nin, Ernesto Berumen và Jascha Fishermann. Espinosa đã biểu diễn tại Mexico, Cuba và Hoa Kỳ.

## Sự nghiệp
Năm 1933, ở tuổi 19, bà thành lập "Học viện Âm nhạc Conchita Espinosa" tại Havana. Đến năm 1959, vào cuối thời kỳ thân Tây phương của Batista, Học viện - bao gồm một trường tiểu học và các chương trình âm nhạc và khiêu vũ
- đã có 450 học viên. Ba thập kỷ sau, Espinosa  rời đất nước Cuba của Fidel Castro, đến Miami, và tiếp tục sự nghiệp của mình với vai trò một giáo viên âm nhạc.
Năm 1963, bà mở Học viện Conchita Espinosa ở Miami, trong một nhà để xe của một ngôi nhà nhỏ trong khu phố mà sau này đã trở thành Little Havana. Số lượng tuyển sinh ngày càng tăng, cho đến năm 1984, học viện chuyển sang một khu đất rộng hơn - 10 mẫu Anh (40.000 m2). Hiện nay, nhà trường là nơi theo học những học sinh từ lớp mẫu giáo đến lớp tám. Học viện Conchita Espinosa hiện đang được điều hành bởi con gái bà, Maribel Diaz.

## Giải thưởng
Trong suốt chiều dài sự nghiệp, Espinosa đã được vinh danh bao gồm nhiều giải thưởng danh giá như Richard and Dorothy Lear Memorial "Giải thưởng nhà giáo dục xuất sắc" (tháng 3 năm 1994)  và "Giải thưởng di sản xuất sắc" do General Motors tổ chức trong Lễ hội di sản Tây Ban Nha năm 1999 ở Miami. Ngoài ra, bà còn nhận được tuyên dương "Conchita Espinosa Day" từ cả Thành phố Miami và Quận Miami-Dade. Năm 2001, đường SW thứ 6 - mặt đường trước của Học viện Conchita Espinosa - được đặt tên theo tên bà - "Conchita Espinosa Way."  Lần vinh danh cuối cùng được trao cho Espinosa trước khi bà qua đời là Medalla de Excelencia Nacional Cubana (Huy chương quốc gia Cuba xuất sắc) từ Viện de San Carlos de Cayo Hueso vào tháng 5 năm 2006.